# 喻昌
喻昌（1585年—1664年），字嘉言，號西昌老人，江西新建（今南昌）人，明末清初中醫學家。《清史稿》卷 502〈喻昌傳〉載：「喻昌，幼能文，不羈，與陳際泰遊。明崇禎中以副榜貢生八都止書言事，尋詔征不就，往來靖安間，披剃為僧，複蓄髮遊江南。順治中僑居常熟，以醫名，治療多奇中，才辯縱橫不可一世。」他醫術精純，對傷寒論有深入心得，又致力於寫作與教授生徒，最具代表性的是《喻嘉言醫學三書》－《寓意草》、《尚論篇》、《醫門法律》，對後世有很大影響。他與張璐、吳謙，被譽為「明末清初三大名醫」。